# Принія білогорла
Принія білогорла (Schistolais leucopogon) — вид горобцеподібних птахів родини тамікових (Cisticolidae). Мешкає в Центральній Африці.

## Підвиди
Виділяють два підвиди:
- S. l. leucopogon (Cabanis, 1875) — від південно-східної Нігерії до західних і південних районів ДР Конго, північної Замбії і північної Анголи;
- S. l. reichenowi (Hartlaub, 1890) — від Південного Судану і сходу ДР Конго до західної Кенії і західної Танзанії.

## Поширення і екологія
Білогорлі принії живуть в рівнинних і гірських вологих тропічних лісах, сухих тропічних лісах, саванах, чагарникових заростях і на плантаціях.